# Paul Nakauchi
Paul Nakauchi est un acteur spécialisé dans le domaine du doublage, officiant dans le domaine du cinéma d'animation ainsi que celui des jeux vidéo.
Nakauchi commence sa carrière d'acteur en enchaînant les petits rôles, notamment dans les séries télés Star Trek: Deep Space Nine ainsi que Batman. Il fait un détour par Broadway en étant à l'affiche de comédie musicale  mais cela ne dure qu'un temps, se lançant ensuite dans le doublage de jeux vidéo, se faisant connaître comme une des voix de la série Call of Duty. En 2010, il fait ses premiers pas au cinéma en doublant la voix d'un personnage secondaire du film Alpha et Oméga. Plus récemment il s'est fait connaître pour son rôle de Hanzo du jeu Overwatch.

## Filmographie
- Star Trek: Deep Space Nine
- Batman
- Alpha et Oméga
- Death Note :  Watari
- Carmen Sandiego : Shadowsan